# George Abbey (calciatore)
George Abbey (Port Harcourt, 20 ottobre 1978) è un ex calciatore nigeriano, di ruolo difensore.

## Biografia
È nato da padre nigeriano e madre gallese e cresciuto a Port Harcourt con Joseph Yobo, che è rimasto suo grande amico sin da quando hanno lasciato la Nigeria.

## Carriera

### Club
Dopo aver giocato con lo Sharks in Nigeria, si trasferì in Inghilterra dove fu ingaggiato dal Macclesfield Town nel 1999, quindi al Port Vale nel dicembre 2004 quindi passò, come svincolato, al Crewe Alexandra nel 2007-2008. Nel maggio 2008 ptolungò il contratto con il Crewe sino al 2010, che fu successivamente rescisso nel maggio del 2009 per mancanza di possibilità di giocare da titolare.

### Nazionale
Partecipò alla Coppa delle nazioni africane 2004, dove la sua Nazionale si classificò terza. In totale ha disputato 17 gare con la nazionale.